# Figueiró dos Vinhos
Figueiró dos Vinhos ist eine Vila (Kleinstadt) und ein Kreis (Concelho) in Mittel-Portugal mit 3425 Einwohnern (Stand 30. Juni 2011). Mit der Ortschaft Casal de São Simão liegt hier ein Dorf der Route der Schieferdörfer, den Aldeias do Xisto.

## Geschichte
Figueiró dos Vinhos bekam das Stadtrecht im Jahre 1204. König Manuel I. erneuerte die Stadtrechte (Foral) am 16. April 1514. Ab dem 17. Jahrhundert sorgten zwei hier errichtete Klöster sowie der einsetzende Abbau von Eisenerz und dessen Verarbeitung in der Gemeinde für einige Entwicklung.
Im späten 19. und frühen 20. Jahrhundert wurde der Ort als Wirkungsstätte verschiedener Künstler bekannt. So starben die Maler José Malhoa (1855–1933) und Henrique Pinto (1853–1912) hier, ebenso der hier auch geborene Bildhauer Simões de Almeida (1844–1926).

## Verwaltung

### Kreis
Figueiró dos Vinhos ist Sitz eines gleichnamigen Kreises. Die Nachbarkreise sind (im Uhrzeigersinn im Norden beginnend): Lousã, Castanheira de Pêra, Pedrógão Grande, Sertã, Ferreira do Zêzere, Alvaiázere, Ansião, Penela sowie Miranda do Corvo.
Mit der Gebietsreform im September 2013 wurden die Gemeinden (Freguesias) Figueiró dos Vinhos und Bairradas zur neuen Gemeinde União das Freguesias de Figueiró dos Vinhos e Bairradas zusammengefasst. Der Kreis besteht seither aus den folgenden vier Gemeinden:
Die folgenden Gemeinden (freguesias) liegen im Kreis Figueiró dos Vinhos:

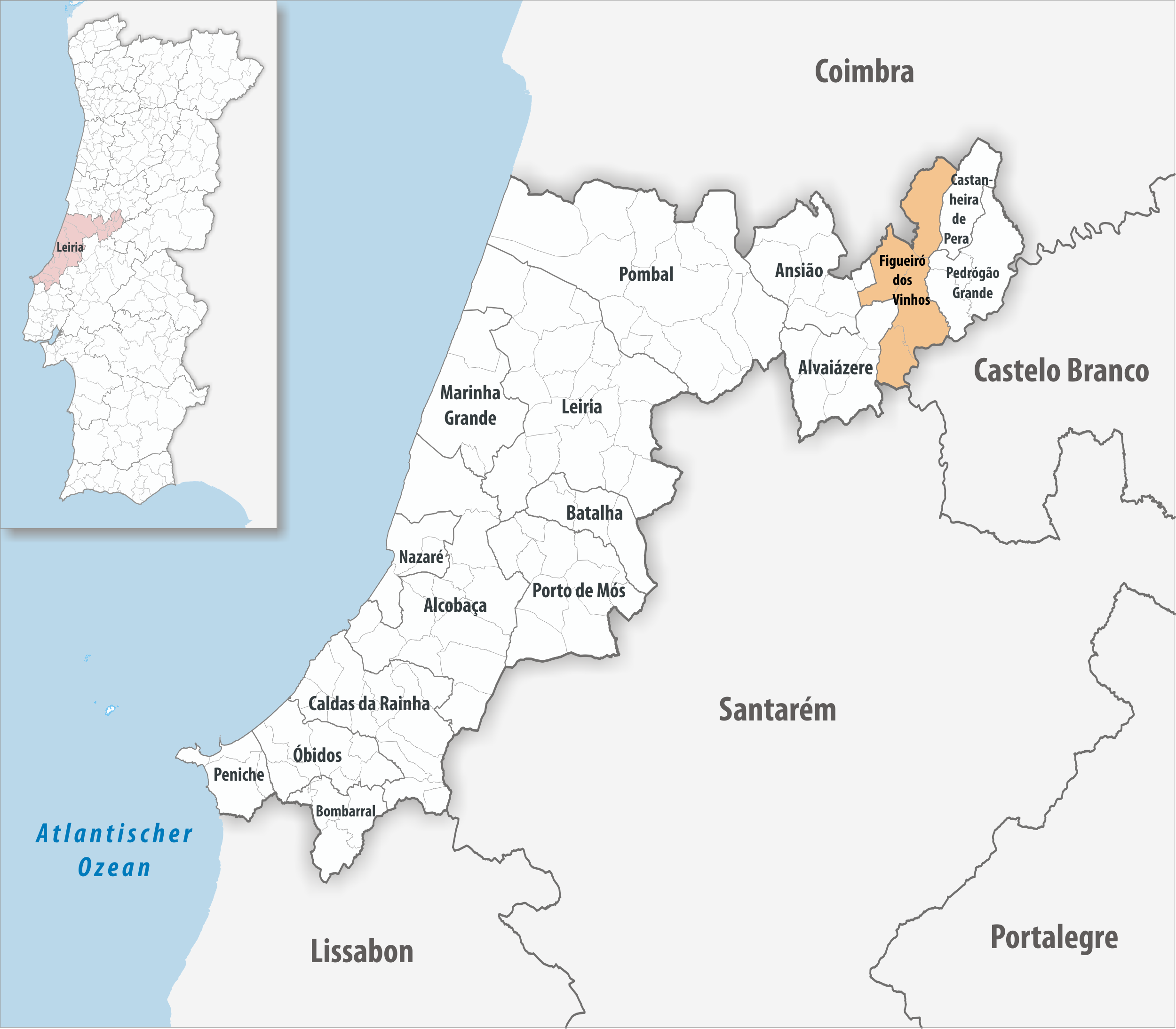
Kreis Figueiró dos Vinhos

| Gemeinde                        | Einwohner (2021) | Fläche km² | Dichte Einw./km² | LAU- Code |
| ------------------------------- | ---------------- | ---------- | ---------------- | --------- |
| Aguda                           | 909              | 39,67      | 23               | 100801    |
| Arega                           | 721              | 28,64      | 25               | 100802    |
| Campelo                         | 191              | 51,64      | 4                | 100803    |
| Figueiró dos Vinhos e Bairradas | 3.460            | 53,49      | 65               | 100806    |
| Kreis Figueiró dos Vinhos       | 5.281            | 173,44     | 30               | 1008      |

### Bevölkerungsentwicklung
| 1801  | 1849  | 1900  | 1930   | 1960   | 1981  | 1991  | 2001  | 2011  |
| 2.430 | 5.068 | 9.702 | 10.699 | 11.545 | 8.754 | 8.012 | 7.352 | 6.169 |

### Städtepartnerschaften
- Mosambik: Nampula (seit 2002)
- Frankreich: Saint-Maximin (Oise) (seit 2008)[6]